# L'ultimo padrino (miniserie televisiva 2008)
L'ultimo padrino è una miniserie televisiva italiana del 2008, diretta da Marco Risi, prodotta da Taodue e trasmessa in prima visione su Canale 5 il 13 e 14 gennaio 2008.
La storia è incentrata sull'ultimo periodo di latitanza di Bernardo Provenzano, l'ultimo conosciuto capo dei capi di Cosa nostra, e sul gruppo di poliziotti che riuscì a catturarlo nel 2006.

## Trama
L'ultimo Padrino è la storia del Gruppo Duomo, i migliori uomini della squadra di una Palermo con un unico obiettivo: catturare l'uomo più latitante della storia del crimine, appunto Bernardo Provenzano, soprannominato lo Zio. Dopo la cattura di Totò Riina il potere è lasciato a Provenzano, l'uomo che partendo da Corleone come il predecessore "capo dei capi", è arrivato in alto alla cupola mafiosa facendo fuori uno dopo l'altro i concorrenti e partecipando attivamente alle stragi e agli omicidi che hanno segnato la storia dell'Italia negli ultimi anni, dall'attentato di Capaci in cui morì Giovanni Falcone, a quello di Via D'Amelio in cui perse la vita Paolo Borsellino, agli innumerevoli ai danni dei politici e agli uomini dello Stato che si contrapposero al potere di Cosa Nostra.
Provenzano deve far fronte ad una Cosa Nostra indebolita dallo Stato in seguito alle stragi di fine anni '80 e alle rivelazioni dei pentiti, ma riesce a ricostruirla abbandonando attentati, omicidi ma lavorando nell'ombra. Inizia a creare relazioni con il potere economico, politico e criminale e in poco tempo la mafia siciliana torna ad essere potente anche forse più di prima. Del boss di Cosa Nostra si sa poco proprio perché ha sempre lavorato sulla sua invisibilità, si conosceva al massimo una sua foto sbiadita di cinquant'anni fa ma niente di più. Gli stessi pentiti rivelavano di tutto ma niente relativo al capo della cupola, del quale non si conosce dove abiti, che faccia abbia assunto e come faccia a gestire il potere senza mai apparire.
Proprio perché costantemente invisibile, la polizia decide di creare il Gruppo Duomo, un gruppo per l'appunto di investigazione speciale formato dai migliori uomini sulla piazza, pronti a tutto pur di consegnare alla giustizia lo Zio. Bernardo Provenzano, grazie a questa Intelligence verrà catturato.

### Prima puntata
Bernardo Provenzano (Michele Placido), succeduto nel 1993 a Totò Riina alla guida di Cosa Nostra, è il criminale più ricercato d'Italia. Il vecchio boss cerca in tutti modi di pacificare tutte le famiglie mafiose. Ma a dargli la caccia vi è la squadra di polizia denominata Gruppo DUOMO, coordinata dal vice questore aggiunto Roberto Sanna  che, insieme a validi agenti, indaga per catturare il superlatitante. Sanna, seguendo i "pizzini", scoprirà uno dei nascondigli di Provenzano, arrestando un importante boss e scoprendo che il vecchio Padrino ('u Zio come viene chiamato dai suoi picciotti) ha bisogno di specifici medicinali per curarsi. Come braccio destro, Iddu ha l'ambiguo Nino Morra, detto Occhiuzzo capomandamento di Alcamo, che verrà arrestato dalla polizia dopo l'omicidio di due imprenditori che erano sotto la sua protezione. Egli allora diventa un pentito e comincia collaborare con Sanna e Doni, facendo rivelazioni sul piano di Provenzano di trasformare Cosa Nostra in un'organizzazione "invisibile". Provenzano comunica con la moglie Saveria Benedetta Palazzolo e con gli altri boss tramite i pizzini e mette pace tra le famiglie mafiose dei Lo Pane e dei Cappello, quest'ultima appena tornata dagli Stati Uniti d'America. Malato di cancro alla prostata, si andrà ad operare a Marsiglia con l'aiuto dei fratelli Matteo e Giuseppe Canistra, "boss" di Villabate. Sanna indaga e scopre che il vecchio Padrino è andato nella città francese e lì tutti accorrono per arrestarlo.

### Seconda puntata
Provenzano si opera e fugge dall'ospedale prima dell'arrivo di Sanna e dei suoi uomini. Il Padrino scoprirà che i Lo Pane hanno assassinato un membro della famiglia Cappello, violando l'accordo, e riunisce tutti i capimafia per mettere pace e così sancire l'entrata in grossi affari finanziari attraverso la creazione di società gestite da Cosa Nostra in Sicilia. Sanna ha la possibilità di intercettare l'incontro ma ciò gli sarà impedito e così nasce il sospetto che nelle forze dell'ordine ci sia un infiltrato mafioso. Questo induce Sanna ad adottare un altro metodo di indagine, arrivando all'arresto dei fratelli Canistra. In seguito si scoprirà che Cosa Nostra era in affari con un'azienda del nord Italia per la costruzione di un centro commerciale, che viene messo sotto sequestro. Sanna ora sospetta che Provenzano si nasconda a Corleone e continua a dargli la caccia nonostante Occhiuzzo sostiene che il vecchio Padrino non può essere catturato. Provenzano intanto s'incontra con i Lo Pane, dicendo che il nuovo grande affare nel quale entreranno sarà la costruzione del Ponte sullo Stretto di Messina. Sanna riuscirà ad arrivare al covo del boss tramite i pizzini che Provenzano manda alla sua famiglia. Così l'11 aprile 2006 irrompe con i suoi uomini nella masseria dov'è nascosto e arresta il Padrino di persona, ponendo fine così a una latitanza record di 43 anni.

## Personaggi nella realtà
Diversi personaggi della fiction sono ispirati a personaggi realmente esistiti, che hanno combattuto la mafia o ne hanno fatto parte:
- Roberto Sanna: Renato Cortese
- Michele Doni: Michele Prestipino
- Benedetto Faro: Benedetto Spera
- Nino Morra, detto Occhiuzzo: Antonino "Nino" Giuffrè, detto Manuzza
- Michele Lo Pane: Antonino "Nino" Rotolo
- Pippo Cappello: Rosario Inzerillo
- Matteo Canistra: Nicola Mandalà
- Francesco "Ciccio" Manara: Francesco Pastoia
- Leonardo Pullara: Rosario Lo Bue

## Riprese
Le riprese iniziate ad ottobre del 2006 sono state svolte principalmente a Siderno, Locri, Agnana, Gerace, Canolo, Caulonia e Guardavalle in Calabria.